# Schränkung (Kurbelwelle)
Schränkung bezeichnet in einem Kurbeltrieb den seitlichen Versatz der Kurbelwelle aus der Zylindermittenachse. Bei einem geschränkten Kurbeltrieb in einem Hubkolbenmotor wird die Kurbelwelle seitlich gegenüber der Zylinderachse versetzt. Wenn der Kolben im oberen Totpunkt (OT) steht, liegt die Mittelachse des Pleuels nicht mehr in der zur Zylinderachse parallelen Ebene.
Die Schränkung wird oft durch die Desachsierung des Kolbenbolzens ergänzt.

## Orientierung
Blickt man auf so auf die Kurbelwelle, dass sie im Uhrzeigersinn rotiert, dann werden Desachsierung des Kolbens und Schränkung zur Gegendruckseite so ausgeführt, dass
- die Schränkung Drehachse der Kurbelwelle nach rechts aus der Zylinderachse verschoben wird
- die Desachsierung des Kolbenbolzens so, dass sie nach links aus der Zylinderachse verschoben wird.

Eine Schränkung des Kurbeltriebs erfordert Anpassungen bei den Steuerzeiten.

## Technische Bedeutung
Die Schränkung kann zu verschiedenen Zwecken eingesetzt werden:
- Eine Schränkung zur Gegendruckseite bewirkt, dass der Kolben früher kippt und die Anlagefläche an die Zylinderwand wechselt. Bei einem Kurbeltrieb ohne Schränkung passiert das nach OT, wenn bereits ein großer Verbrennungsdruck auf den Kolben lastet, sodass das Kippen (Wechsel der Anlageseite) zu erhöhtem Geräusch (NVH, Noise Vibration Harshness) führt.[3]
- Eine Schränkung zur Druckseite kann die Reibung reduzieren, da die Kolbenseitenkraft sinkt und damit auch die Reibung zwischen Kolbenhemd und Zylinderwand.[4] Dies bringt vor allem bei häufigem Volllastbetrieb (beispielsweise in Baumaschinen) Vorteile.
- Bei VR-Motoren wird die Schränkung abwechselnd zur Druck- oder zur Gegendruckseite ausgeführt. Dadurch stehen die Zylinderachsen „paralleler“. Allerdings kann  Schränkung zur Druckseite speziell bei VR-Motoren bis zu 60 % höhere Seitenkräfte verursachen[2].
- Ganz allgemein können die Zylinderköpfe von V- und W-Motoren bezüglich der Ventiltaschen und Bearbeitung des Motorblocks gleich ausgeführt werden, so dass für jede Zylinderbank Kolben und Ventile als Gleichteile verwendet werden können[2]. In der Fertigungsstraße bedeutet dies, dass der Motorblock nach der Bearbeitung der ersten Zylinderbank nur gekippt wird, um die zweite Zylinderbank zu bearbeiten. Dabei werden keine Bearbeitungswerkzeuge oder Werkzeugpositionen geändert.
- Bei schlitzgesteuerten Zweitaktmotoren zum Erzielen eines unsymmetrischen Steuerdiagramms.

## Beispiele
Beispiele von ausgeführten Motoren:
- 12 mm zur Gegendruckseite beim Mercedes-Benz OM 654,[5]
- 7 mm zur Druckseite bei der Nonroad-Motorenfamilie der FEV[4],
- 14 mm beim 1.0-l-3-Zylinder-Turbomotor von Honda[6] (Richtung der Schränkung nicht angegeben),
- 12,5 mm beim VW W12 TSI[7][8] jeweils in den beiden Blöcken des Motors und ebenso beim VR 5[9].
- 12 mm im AJ200D von Jaguar Land Rover (Richtung der Schränkung nicht angegeben)[10]